# 小行星4583
小行星4583（英語：4583 Lugo）是一颗围绕太阳公转的小行星。1989年9月1日，保加利亚国家天文台在斯莫梁发现了此天体。
这颗小行星的绝对星等为142.3536023851511等。